# Déirdre de Búrca

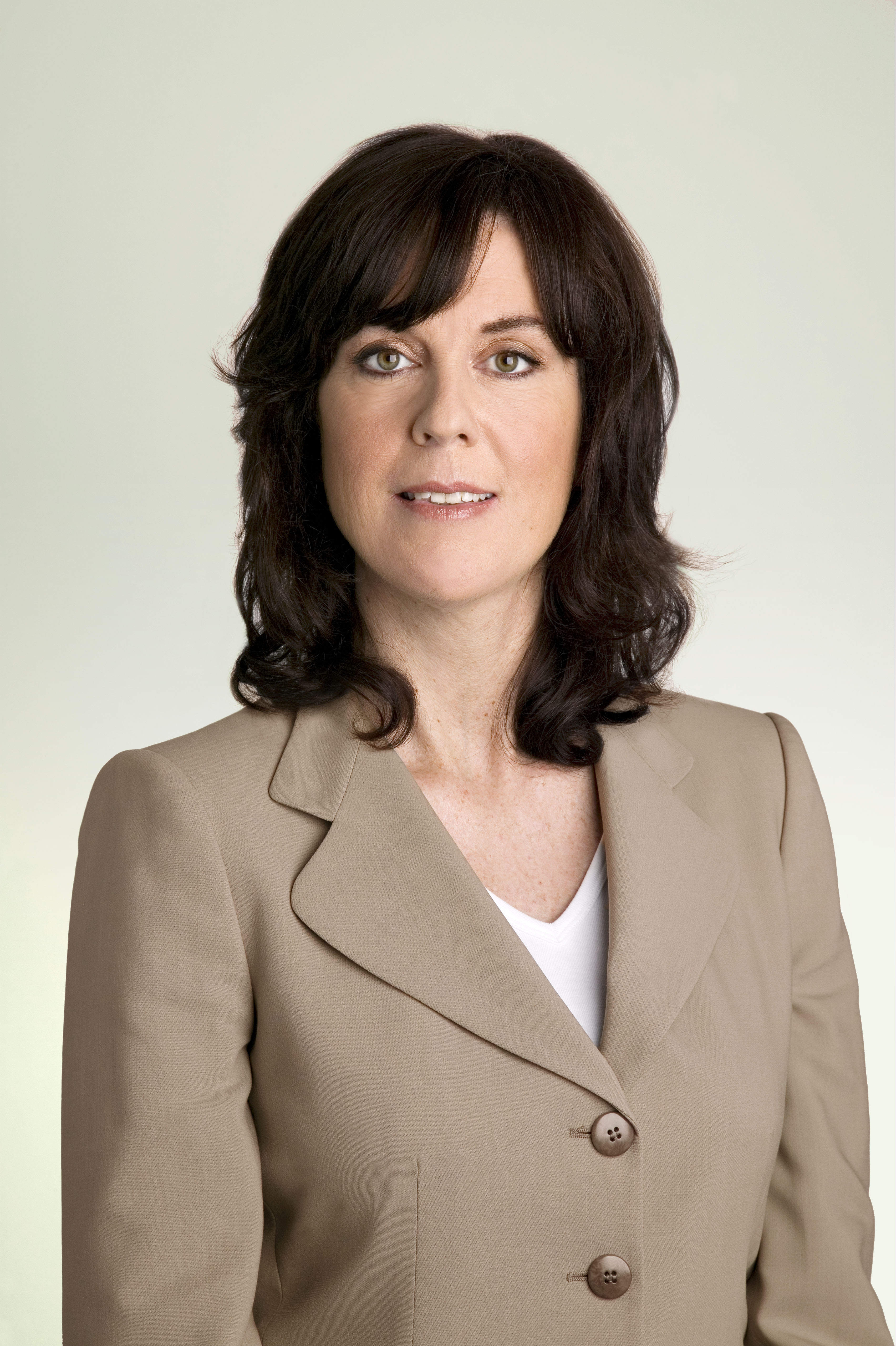
Déirdre de Búrca (2008)

Déirdre de Búrca (* Oktober 1963) ist eine irische Politikerin und war von 2007 bis 2010 Senatorin im 23. Seanad Éireann.
Die aus Loughlinstown, County Dublin stammende de Búrca war ursprünglich als Grundschullehrerin tätig. Nach drei Berufsjahren fing sie an, Psychologie am University College Dublin zu studieren. Danach war sie für über zehn Jahre als Psychologin im Rehabilitationsbereich tätig.
Ihre politische Karriere begann 1999, als sie erstmals für die Green Party in das Wicklow County Council gewählt wurde. 2004 erfolgte ihre Wiederwahl sowie die Wahl in das Bray Town Council. 2007 scheiterte ihre Kandidatur für einen Sitz im 30. Dáil Éireann wie zuvor bereits 2002.
Im Zuge der Regierungsbeteiligung ihrer Partei wurde de Búrca 2007 von Taoiseach Bertie Ahern zur Senatorin im 23. Seanad Éireann ernannt und gehörte somit neben Dan Boyle zu den beiden ersten grünen Senatoren. Im Bray Town Council wurde sie durch den grünen Politiker Steve Matthews ersetzt.
2009 kandidierte sie erfolglos bei den Wahlen zum Europäischen Parlament. Am 12. Februar 2010 trat de Búrca von ihrem Amt als Senatorin zurück, da sie mit der Regierungspolitik der Green Party nicht mehr einverstanden war. Sie ist weiterhin Mitglied des Wicklow County Council.